# Thomas Haggard
Pour les articles homonymes, voir Haggard.
Le capitaine Thomas Haggard commandait le navire armé américain Louisa, qui a engagé avec succès des corsaires français et espagnols le 20 août 1800 au large de Tarifa, pendant la quasi-guerre avec la France.
Le Louisa a repoussé les abordeurs et s'est échappé, bien qu'il ait été gravement endommagé dans le gréement. Le capitaine Haggard a été blessé au cours de l'engagement et est ramené à terre à Gibraltar, où il meurt.

## Hommage
Le USS Haggard (DD-555) a été nommé en l'honneur de la bravoure du capitaine et de l'équipage du Louisa lors de l'action au large de Gibraltar.

## Référence
1. ↑  Pennsylvania Magazine of History and Biography, p. 360: "DEATHS ... Issue of November 29, 1800 ... À Gibraltar, le capitaine Thomas Hoggard, du navire Louisa, de Philadelphie, a succombé aux blessures qu'il avait reçues lors de son combat contre plusieurs corsaires et barges pirates."

## Source
- (en) USS Haggard sur le site navsource.org